# Дубец
Дубец (рус. Дубец) слатководно је језеро глацијалног порекла смештено у централном делу Бежаничког рејона на истоку Псковске области, односно на западу европског дела Руске Федерације. Језеро је каналом повезано са реком Ашевком и налази се у басенима реке Великаје и Балтичког мора. На истоку је повезано са оближњим језером Пилец.
Акваторија језера обухвата површину од око 10,3 км², просечна дубина воде у језеру је свега 0,4 метра, док је максимална дубина до 2,4 метра. Ка језеру се одводњава подручје површине око 115,1 км².
Недалеко од западне обале језера налази се варошица Бежаници. Обале језера су доста ниске и замочварене.